# Deutsche Fußball-Amateurmeisterschaft 1959
Deutscher Fußball-Amateurmeister 1959 wurde der FC Singen 04. Im Finale in Offenburg siegte er am 14. Juni 1959 mit 3:2 gegen SV Arminia Hannover.

## Teilnehmende Mannschaften
Es nahmen die Amateurmeister der fünf Regionalverbände teil:
- SV Arminia Hannover (Nord)

- SV Norden-Nordwest (Berlin)

- TuS Duisburg 48/99 (West)

- Hassia Bingen (Südwest)

- FC Singen 04 (Süd)

## Ausscheidungsspiel
|                    | Ergebnis |                    |
| ------------------ | -------- | ------------------ |
| SV Norden-Nordwest | 1:3      | TuS Duisburg 48/99 |

## Halbfinale
|                     | Ergebnis  |                    |
| ------------------- | --------- | ------------------ |
| SV Arminia Hannover | 2:1 n. V. | TuS Duisburg 48/99 |
| Hassia Bingen       | 2:3       | FC Singen 04       |

## Finale
| FC Singen 04                                             | FC Singen 04 | SV Arminia Hannover | SV Arminia Hannover |
| -------------------------------------------------------- | --- | --- | ------------------- |
| FC Singen 04                                             | \| Sonntag, 14. Juni 1959 in Offenburg (Karl-Heitz-Stadion) \| \| Ergebnis: 3:2 (3:1) \| \| Zuschauer: 9.000 \| \| Schiedsrichter: Machenbach (Solingen-Ohligs) \|                            | \| Sonntag, 14. Juni 1959 in Offenburg (Karl-Heitz-Stadion) \| \| Ergebnis: 3:2 (3:1) \| \| Zuschauer: 9.000 \| \| Schiedsrichter: Machenbach (Solingen-Ohligs) \|                            | SV Arminia Hannover |
| FC Singen 04                                             | Otto Roser – Bruno Rech, Harald Schneck, Alfred Janko, Herbert Pfeifle, Gerhard Säger, Georg Busch, Helmut Fecher, Erich Knobloch, Anton Martin, Hans Strittmatter Cheftrainer: Franz Strehle | Gardinowski – Heinrich Ahlbeck, Klaus Niemuth, Horst Wilkening, Werner Olk, Clemens Heyduck, Heinz Mnich, Gerd Scheumann, Karl Sternberg, Joachim Thimm, Bruno Ziebs Cheftrainer: Péter Szabó | SV Arminia Hannover |
| FC Singen 04                                             | 1:0 Strittmatter (12.) 2:0 Martin (35.) 3:0 Busch (35.) 3:2 Wilkening (66.) | 3:1 Mnich (43.) | SV Arminia Hannover |
| Sonntag, 14. Juni 1959 in Offenburg (Karl-Heitz-Stadion) | | |                     |
| Ergebnis: 3:2 (3:1)                                      | | |                     |
| Zuschauer: 9.000                                         | | |                     |
| Schiedsrichter: Machenbach (Solingen-Ohligs)             | | |                     |